# Ludwig Landen
Ludwig Landen (Colónia, Renânia do Norte-Vestfália, 6 de novembro de 1908 — Colónia, Renânia do Norte-Vestfália, 14 de outubro de 1985) foi um velocista alemão na modalidade de canoagem.

## Carreira
Foi vencedor da medalha de Ouro em K-2 10000 m em Berlim 1936 junto com o seu colega de equipa Paul Wevers.